# A Hawk and a Hacksaw
A Hawk and a Hacksaw är ett amerikanskt band från Albuquerque i New Mexico, bestående av förre Neutral Milk Hotel-trummisen Jeremy Barnes på dragspel och Heather Trost på violin. Bandets musik är Balkan-inspirerad, och de flesta av bandets låtar är instrumentala.

## Karriär
A Hawk and a Hacksaw började som ett enmansprojekt för Barnes, och på det självbetitlade debutalbumet som gavs ut 2002 spelade han alla instrument själv. Albumet beskrivs som ett utforskande av amerikansk 1900-talsmusik, är pianobaserat och tämligen krävande och dissonant. 2005 hade tubaisten Mark Weaver, trumpetaren Dan Clucas och Heather Trost kommit med i bandet, och bandet gav ut uppföljaren, Darkness at Noon. Den här gången hade musiken börjat dra mer åt Balkan-hållet, med blås och "umpa-umpa".
Efter att enmansbandet Beirut varit förband till A Hawk and a Hacksaw på en spelning i New Mexico hjälpte Barnes bandet till ett kontrakt med indiebolaget Ba Da Bing!, och Barnes och Trost spelade dessutom på Beiruts första skiva, Gulag Orkestar (2006).
Till bandets tredje album, The Way the Wind Blows (2006), reste Barnes till Rumänien och spelade in några av låtarna på skivan med den rumänska blåsorkestern Fanfare Ciocărlia. Bandet bestod nu annars endast av Barnes och Trost, men Barnes hade vid det här laget blivit skickligare på dragspelet, och skivan fick ett mer fullfjädrat östeuropeiskt sound genom dragspelets och violinens möte med brassbandet. Samma år flyttade Barnes och Trost till Budapest, där de arbetade med den ungerska gruppen Hun Hangár Ensemble. Samarbetet ledde först till den rosade EP:n A Hawk and a Hacksaw & the Hun Hangár Ensemble (2007) och sedan till albumet Délivrance (2009). Den förstnämnda skivan består till stor del av traditionella folkvisor från Balkan, medan den andra består av originalmaterial.
Inför sitt femte album Cervantine (2011) startade bandet det egna skivbolaget L.M. Dupli-Cation. Skivan är, förutom av den sedvanliga traditionella Balkan-musiken, inspirerad av spansk och mexikansk musik, och innehåller bland annat mariachiblås.

## Diskografi
- A Hawk and a Hacksaw (album, 2002 - Cloud Recordings, 2004 - The Leaf Label)
- Darkness at Noon (album, 2005 - The Leaf Label)
- The Way the Wind Blows (album, 2006 - The Leaf Label)
- A Hawk and a Hacksaw and the Hun Hangár Ensemble (EP, 2007 - The Leaf Label)
- God Bless The Ottoman Empire (promosingel, 2007 - Leaf)
- Délivrance (album, 2009 - The Leaf Label)
- Foni Tu Argile (singel, 2009 - The Leaf Label)
- Cervantine (album, 2011 - L.M. Dupli-cation)
- You Have Already Gone To The Other World (album, 2013 - LM Dupli-cation)